# Wedelia subalpestris
Wedelia subalpestris là một loài thực vật có hoa trong họ Cúc. Loài này được (Baker) B.L.Turner miêu tả khoa học đầu tiên năm 1992.